# Hans Hügi
Hans Hügi (29 settembre 1926 – 1º febbraio 2000) è stato un calciatore svizzero, di ruolo difensore.

## Carriera

### Club
Ha sempre giocato nel campionato svizzero.

### Nazionale
Ha giocato la sua unica partita con la maglia della Nazionale nel 1952.